# TmRNA
tmRNA (från engelska: transfer-messenger RNA) är en RNA-molekyl med delar liknande tRNA och mRNA. Den del som liknar tRNA kan laddas med en alanin aminosyra medan den del som liknar mRNA innehåller en mRNA-sekvens som kodar för en nedbrytningssignal. Tillsammans med proteinet smpB (Small Protein B) binder de stoppade ribosomer så att translationen kan fortsätta och det ofullständiga proteinet kommer att brytas ner på grund av nedbrytningssignal.